# Aranykéz utca
Az Aranykéz utca Budapest V. kerületében húzódik a Régi posta utca és a Türr István utca között.

## Története
1800 körül az itt működő Arany Kéz Fogadó után kezdték az utcát németül Goldene Hande Gasse néven nevezni, aminek magyar fordítása az Aranykéz utca. 
Az egykori kis, egyemeletes fogadó, ami a mai Régi posta utca 8. számú ház helyén állt egykori cégéréről vált a legismertebbé. A szőlőfürtöt tartó aranyozott kéz szabadon himbálódzott egy vashorgon, messziről jelezve a vendégfogadót. 
Az egykori Aranykéz fogadóban előszeretettel időztek a környékbeli magyar és német színházak színészei, így gyakori vendég volt itt Kisfaludy Sándor, Katona József, vagy a fiatal Petőfi Sándor és barátai, akik az 1848–49-es forradalom és szabadságharc alatt itt tartották az Egyenlőségi klub összejöveteleit. A szálló egészen 1914-ig üzemelt, amikor fenntartása már végképp gazdaságtalanná vált. Az épületet ekkor elbontották, de a cégér máig is megtekinthető a Kiscelli Múzeumban.
Krúdy Gyula Aranykéz utcai víg napok címmel 1916-ban egy elbeszélésfüzérben emlékezett meg az egykori Pest város biedermeier hangulatáról, amiben a cselekmények egy részét az Aranykéz utcába helyezte.
1998. július 2-án ebben az utcában történt a modern magyar történelem egyik legbrutálisabb alvilági leszámolása. Az Aranykéz utcai robbantásban egy olajvállalkozót távirányítású bombával robbantottak fel. A merényletben a célponttal együtt négyen haltak meg, és huszan szenvedtek valamilyen sebesülést.

## Az utca az irodalomban
- Krúdy Gyula: Aranykéz utcai víg napok, Budapest, 1916

## Külső hivatkozások
- Kinek a keze volt aranyból az Aranykéz utcában?
- Erős Zoltán: Magyar irodalmi helynevek A-tól Z-ig. Kis-lant Kiadó Budapest (1995) ISBN 963 8284 03 X